# Iregszemcse
Iregszemcse (németül: Ergesheim[forrás?], 1939-ig Felsőireg) község Tolna vármegyében, a Tamási járásban. Nem messze fekszik a somogyi határtól, a Somogyi-dombság ölelő dombjai között. Könnyen megközelíthető, mivel a központján áthaladó 65-ös főút révén összeköttetésben áll Siófokkal és Tamásival is.
A község református temploma, 48 méter magas templomtornyával Tolna vármegye legmagasabbjának számít. Emellett itt található Viczay-Kornfeld kastély, mely jelenleg speciális diákotthonnak ad helyet, parkja természetvédelmi terület.
Bartók Béla 1907-ben 17 népdalt gyűjtött itt össze, köztük a Hej, Dunáról fúj a szél című, széles körben ismert dalt.

## Fekvése
A Somogyi-dombságban fekszik, Siófoktól 28 kilométerre délre, a legközelebbi város a 10 kilométerre délkeletre fekvő Tamási.
A közvetlenül határos települések: észak felől Som, északkelet felől Magyarkeszi és Nagyszokoly, délkelet felől Tamási, dél felől Nagykónyi és Újireg, délnyugat felől Értény, Koppányszántó és Bedegkér, nyugat felől Tengőd, északnyugat felől pedig Bábonymegyer.

### Megközelítése
Legfontosabb közúti megközelítési útvonala a Szekszárd-Siófok közti 65-ös főút, mely a központján is áthalad. Nagykónyival és Újireggel a 651-es főút, Simontornyával és Ozorával a 6407-es út, Tabbal pedig a 6509-es út köti össze.

## Története
A település 1938-ban jött létre Felsőireg és Szemcséd egyesítésével. Az egyesített falu neve kezdetben Felsőireg volt, majd 1939-ben vette fel az Iregszemcse nevet.
Ireg első írásos említése 1263-ból való, ekkor az ábrahámi cisztercita kolostornak volt tulajdona. 1327-ben az Ozorai család birtoka volt, majd 1387-ig királyi. Ekkor Luxemburgi Zsigmond király a Tamássy családnak adományozta. Ezután a Hédervári családhoz került. A törökök kiűzése után az elpusztult település a Viczay család birtoka lett. Pallavicini Ede őrgróf felsőiregi birtokos lett a 19. században. 1911-ben Pallavicini Ede őrgróf a vaskecskési 1400 holdas birtokát Felsőireg és Tengőd mellett megvették Ring Lipót és Samu kaposvári fakereskedők. Utolsó birtokosa 1917 és 1944 között báró Kornfeld Móric volt. Felsőireg nagyközség volt, 1891-ben 2974 magyar lakossal, posta- és távíróhivatallal, postatakarékpénztárral, ipartestülettel.
A grófi birtok 1944-ben megszűnt. Az uradalom egy részéből az Iregi Állami Gazdaság, másik részéből Kutató Intézet alakult.
1953-ban kezdődött a termelőszövetkezet szervezése, kezdetben három is működött a községben (Új Élet, Rákóczi, Újbarázda).
Újireg 1951-ig kisközség, 1966-1990 között Iregszemcséhez tartozott, azóta újra önálló.
1975. január 1-jétől a megyehatár rendezése miatt a Tengőd községhez tartozó Hékút és Okrád pusztát Iregszemcséhez csatolták.
1907-ben Felsőiregen „dallotta” Bartók Béla fonográfjába Veres Ignác azt a dallamot (Pejparipám rézpatkója...), amely Bartók „Bánkódás” címet viselő 28. duójának eredeti dallama. [forrás?]

## Közélete

### Polgármesterei
- 1990–1994: Túrós László (független)[5]
- 1994–1998: Turós László (MSZP-FKgP)[6]
- 1998–2002: Turós László (független)[7]
- 2002–2006: Turós László (független)[8]
- 2006–2010: Süvegjártó Csaba (Fidesz)[9]
- 2010–2014: Süvegjártó Csaba (Fidesz-KDNP)[10]
- 2014–2019: Süvegjártó Csaba (Fidesz-KDNP)[11]
- 2019–2023: Tóth Szabolcs (független)[12]
- 2023–2024: Tóth Szabolcs (független)[13]
- 2024– : Tóth Szabolcs (független)[1]

A településen 2023. január 15-én időközi polgármester-választást (és képviselő-testületi választást) kellett tartani, a képviselő-testület szeptember 28-án kimondott feloszlása miatt.

## Népesség
A település népességének változása:
| Lakosok száma | 2692 | 2671 | 2656 | 2488 | 2479 | 2431 | 2440 |
|               | 2013 | 2014 | 2015 | 2021 | 2022 | 2023 | 2024 |

A 2011-es népszámlálás során a lakosok 84,4%-a magyarnak, 4,1% cigánynak, 0,8% németnek, 0,3% románnak mondta magát (15,4% nem nyilatkozott; a kettős identitások miatt a végösszeg nagyobb lehet 100%-nál). A vallási megoszlás a következő volt: római katolikus 49,8%, református 9,2%, evangélikus 0,7%,  felekezeten kívüli 12,9% (26,6% nem nyilatkozott).
2022-ben a lakosság 88,7%-a vallotta magát magyarnak, 3,4% cigánynak, 1,9% németnek, 0,2% románnak, 1,5% egyéb, nem hazai nemzetiségűnek (9,6% nem nyilatkozott; a kettős identitások miatt a végösszeg nagyobb lehet 100%-nál). Vallásuk szerint 32,3% volt római katolikus, 6,5% református, 0,4% evangélikus, 0,4% görög katolikus, 1,2% egyéb keresztény, 0,5% egyéb katolikus, 23,2% felekezeten kívüli (35,5% nem válaszolt).

## Nevezetességei
- Viczay-Kornfeld-kastély: 1820-ban épült klasszicista stílusban. Hatalmas parkja természetvédelmi terület. Jelenleg speciális diákotthon.
- Takarmánytermesztési Kutató Intézet: a mai intézmény elődjét 1936-ban alapították meg. 1950-ben államosították, 2000 óta pedig a Kaposvári Egyetemhez tartozik, amely összeolvadások sorozatával 2021. február 1-től a Magyar Agrár- és Élettudományi Egyetem része lett.[17]
- Kálvária-kápolna: a mai épület egy 15. századi gótikus templom támpilléres szentélyének megmaradt részéből került kialakításra.[18]
- Az iregszemcsei a legmagasabb református templom Tolna vármegyében, tornya 48 méteres. Az 1863-ban épült templom 1350 fős befogadóképességű, így akár a fél falu lakossága elférne benne.[19][20]

- Említés szintjén megjelenik a település a Napfény a jégen című filmvígjátékban, a történet szerint több szereplő is onnan származik.

## Képek

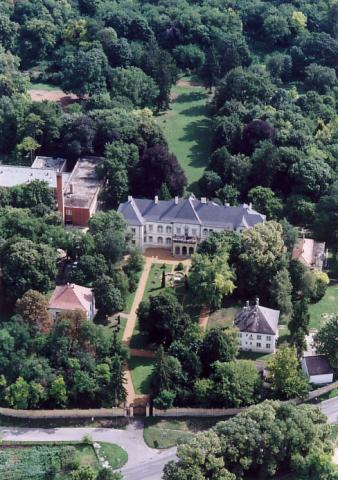
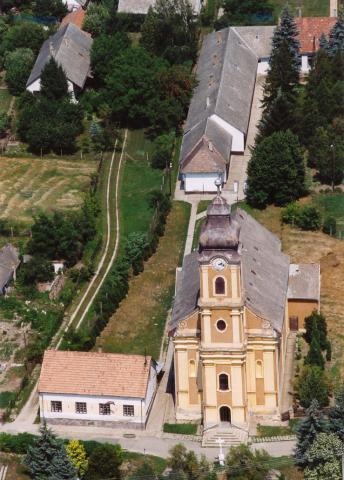
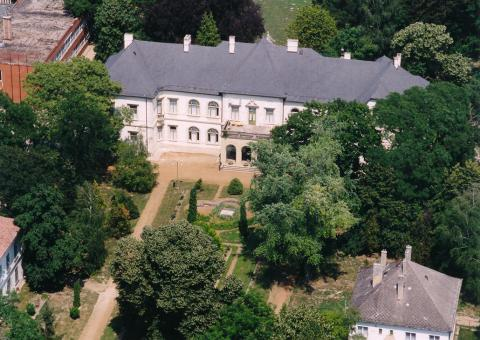

## A településen gyűjtött népdalok
| Cím                          | Gyűjtő      | Év   |
| ---------------------------- | ----------- | ---- |
| Mikor gulyáslegény voltam    | Bartók Béla | 1907 |
| Fekete föld termi a jó búzát | Bartók Béla | 1907 |
| Sarjút eszik az ökröm        | Bartók Béla | 1907 |
| Erdők, völgyek, szűk ligetek | Bartók Béla | 1906 |
| Szellő zúg távol             | Bartók Béla | 1907 |
| Tiszán innen, Dunán túl      | Bartók Béla | 1906 |
| Az ürögi faluvégen           | Bartók Béla | 1907 |
| Hej, Dunáról fúj a szél      | Bartók Béla | 1907 |
| Icike-picike a csabai utca   | Bartók Béla | 1907 |
| Házasodik a tücsök           | Bartók Béla | 1907 |